# Viscount Sarsfield
Viscount Sarsfield, of Kilmallock, war ein erblicher britischer Adelstitel in der Peerage of Ireland.
Der Titel wurde am 17. September 1627 für den Chief Justice of the Common Pleas für Irland, Sir Dominick Sarsfield, 1. Baronet, geschaffen. Er war bereits am 30. September 1619 in der Baronetage of Ireland zum Baronet, of Carrickleamlery in the County of Cork, erhoben worden.
Sein Urenkel, der 4. Viscount, unterstützte im Krieg der zwei Könige die Jakobiten und wurde deshalb 1691 nach deren Niederlage vom irischen Parlament wegen Hochverrats geächtet, womit die Titel verwirkt waren.

## Liste der Viscounts Sarsfield (1627)
- Dominick Sarsfield, 1. Viscount Sarsfield (um 1570–1636)
- William Sarsfield, 2. Viscount Sarsfield († 1648)
- David Sarsfield, 3. Viscount Sarsfield († 1687)
- Dominick Sarsfield, 4. Viscount Sarsfield († 1701; Titel verwirkt 1691)